# Roquedur
Roquedur is een gemeente in het Franse departement Gard (regio Occitanie) en telt 225 inwoners (2005). De plaats maakt deel uit van het arrondissement Le Vigan.

## Geografie
De oppervlakte van Roquedur bedraagt 11,1 km², de bevolkingsdichtheid is 20,3 inwoners per km².

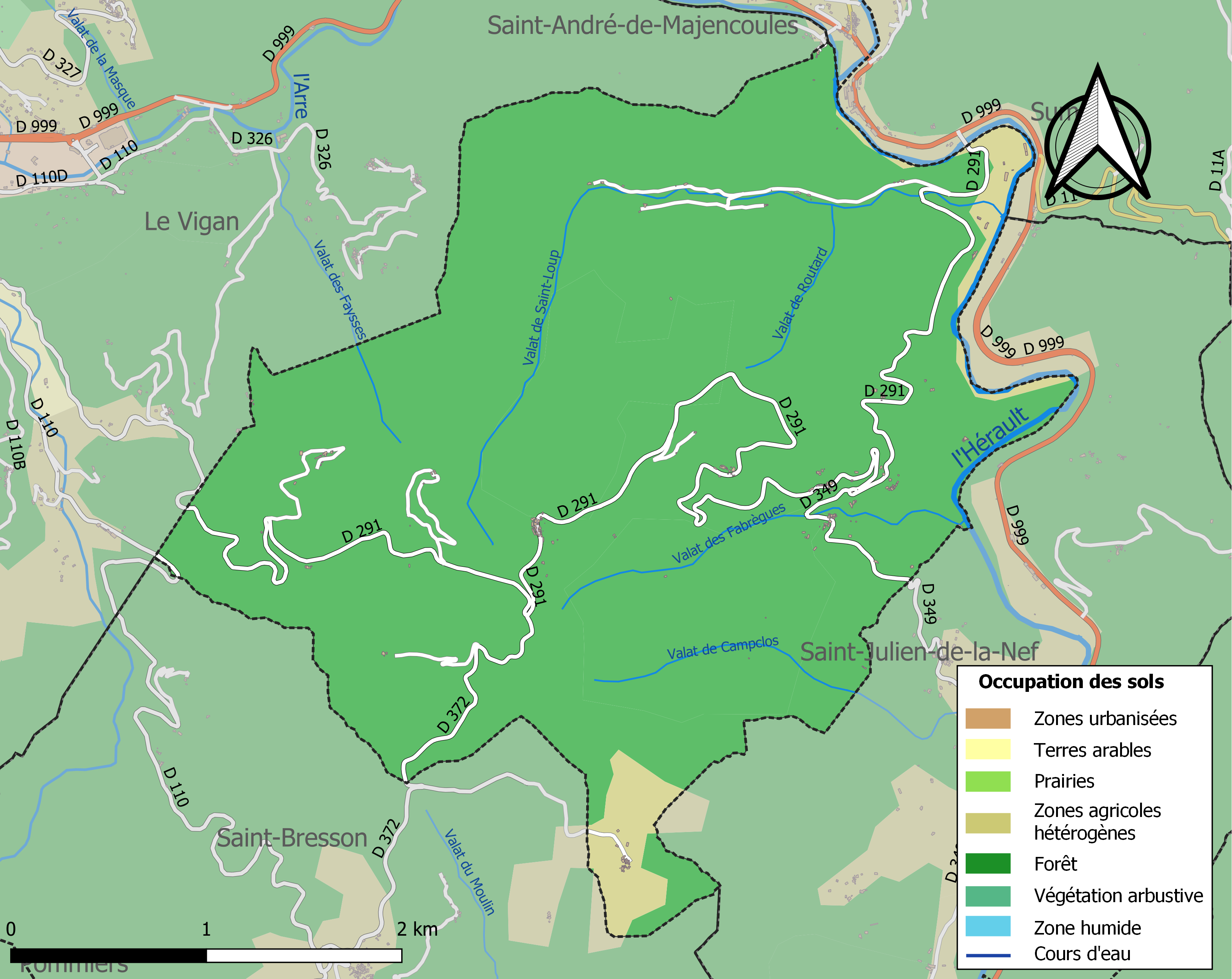
Kaart van de gemeente met de belangrijkste infrastructuur, bodemgebruik en omliggende gemeenten

## Demografie
Onderstaande figuur toont het verloop van het inwonertal (bron: INSEE-tellingen).